# Mariana Leky
Mariana Leky, född 12 februari 1973 i Köln, är en tysk författare. Hennes roman Was man von hier aus sehen kann 2017 (svensk översättning Drömmen om okapin 2018), har blivit en internationell bestseller som har översatts till mer än 14 språk.

## Biografi
Mariana Leky är född 1973 i Köln. Föräldrarna var psykoanalytiker. Som barn tillbringade hon alla ferier i en liten by i  Westerwald, en miljö som återkommer i hennes författarskap. Efter gymnasiestudier arbetade hon i bokhandel. Hon har studerat germanistik, kulturvetenskap, kreativt skrivande och kulturjournalistik. Hon bor i Berlin och har en son tillsammans med författaren Tilman Rammstedt.

## Författarskap
Efter att ha publicerat noveller i olika tidskrifter debuterade hon med  novellsamlingen Liebesperlen, 2001. Därefter följde romanerna Erste Hilfe, 2004 och Die Herrenausstatterin, 2010, novellsamlingen Bis der Arzt kommt. Geschichten aus der Sprechstunde, 2013 och 2017 Was man von hier aus sehen kann. Den senare blev hyllad av kritiker och läsare, har kommit i nya upplagor och har översatts till 14 språk.
Mariana Leky bidrar regelbundet som kolumnist i Psychologie Heute.

### Romaner
Erste Hilfe ("första hjälpen") är en roman om vänskap och ångest. Ett par får besök av en kvinna som lider av fobier och svår ångest. Tillsammans försöker de hjälpa henne att övervinna vardagens fobiskapande situationer.
Die Herrenausstatterin ("mansskapare") är en komisk kärlekshistoria med surrealistiska inslag. En kvinna har fått förvrängd syn efter en ögonoperation. Hon mister sitt arbete och sin man. En kriminell brandman infinner sig oinbjuden, vägrar ge sig av men kommer att hjälpa henne att återfinna sig själv i vardagliga livet. En avliden granne visar sig som ett spöke och får också inflytande över hennes liv.
Was man von hier aus sehen kann (Drömmen om okapin) är den enda romanen som är översatt till svenska. Livet i en liten by i Westerwald skildras genom en flickas ögon. Även om det finns en mamma och pappa så är det farmodern Selma som utgör den fasta punkten och tryggheten i tillvaron. Byn befolkas av flera originella personligheter.Den svenska titeln syftar på återkommande drömmar hos farmodern där en okapi uppträder som varsel om kommande dödsfall i byn.

## Publicerade verk
- Liebesperlen, noveller, DuMont, 2001, ISBN 978-3-8321-6117-0
- Erste Hilfe, roman, DuMont, 2004, ISBN 978-3-8321-6458-4
- Die Herrenausstatterin, roman, DuMont  2010, ISBN 978-3-8321-9577-9
- Was man von hier aus sehen kann, roman, DuMont, 2017, i svensk översättning av Rebecca Kjellberg: Drömmen om okapin, Thorén & Lindskog, 2018 ISBN 978-3-8321-9839-8

## Priser och utmärkelser
- 1999: Hederspris för novellen Mehr nicht i Rahmen des Niedersächsischen Literaturwettbewerbs Junge Literatur
- 2000: Tredje pris i tidskriften Allegras tävling för novellen Liebesperlen
- 2002/2003: Stipendium till Internationalen Künstlerhauses Villa Concordia i Bamberg
- 2005: Stipendium från Landes Nordrhein-Westfalen für junge Künstlerinnen und Künstler
- 2018: Litteraturpria Bad Schwartau Via Communis för Was man von hier aus sehen kann[12]
- 2018: Comburg-Stipendiet för Was man von hier aus sehen kann[13]